# مجلس عموم

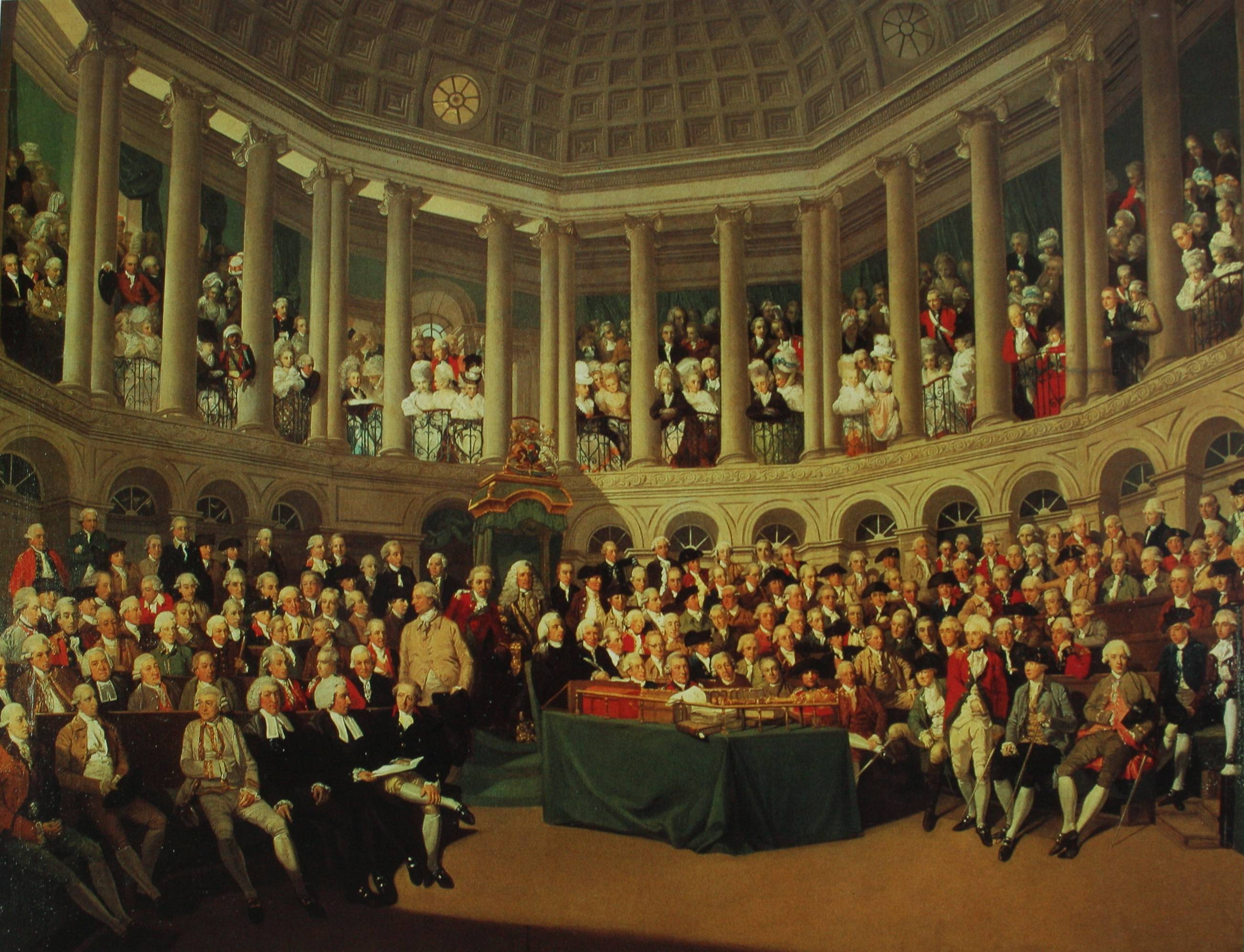

مجلس العموم هو أحد المجلسين اللذين يناط بهما مهمة سن القوانين في برلماني المملكة المتحدة وكندا. أما المجلس الآخر في المملكة المتحدة فهو مجلس اللوردات والمجلس الآخر في كندا هو مجلس الشيوخ. ومجلس العموم في البلدين هو أقوى المجلسين سلطة. يجب أن تجيز غالبية مجلس العموم في المملكة المتحدة مشروعات القوانين قبل أن تصبح قوانين نافذة. وتصبح مشروعات القوانين المالية التي يجيزها مجلس العموم قوانين نافذة بعد مضي شهر على إيداعها مجلس اللوردات، سواء أجازها ذلك المجلس أو لم يجزها. وأما مشروعات القوانين الأخرى التي يجيزها مجلس العموم في دورتين متتاليتين فإنها تصبح قوانين نافذة بطريقة آلية، بغض النظر عن نتيجة التصويت في مجلس اللوردات. وفي كندا لا يعترض مجلس الشيوخ على مشاريع القوانين إلا نادراً، ولكنه ربما يعدل فيها. ولا يستطيع إلغاء تعديلات دستورية وافق عليها مجلس العموم.
وينتخب أعضاء مجلس العموم من الأقطار الأربعة التي تتكون منها المملكة المتحدة. ويضم المجلس 659 عضوًا. ويضم مجلس العموم في كندا 301 عضواً. ويمثل كل عضو منطقة انتخابية يطلق عليها الدائرة الانتخابية. ولا يشترط أن يعيش العضو في منطقة الدائرة الانتخابية التي يمثلها.
لا يجوز لمنسوبي كنيسة إنجلترا، وكنيسة إسكتلندا، وكنيسة أيرلندا، والكنيسة الرومانية الكاثوليكية والنبلاء (عدا نبلاء أيرلندا) وبعض موظفي الدولة أن يُنتَخبوا لمجلس العموم.
لا يضطلع أعضاء مجلس العموم بمهامهم لفترة محدودة لأن اختيارهم يتم في انتخاب عام، تصوت فيه الأمة كلها. ويجب أن تعقد الانتخابات العامة مرة على الأقل كل خمس سنوات. وإذا تُوفّي عضو من أعضاء مجلس العموم أو استقال تقام انتخابات تكميلية في دائرته الانتخابية.